# Cerâmica do Japão

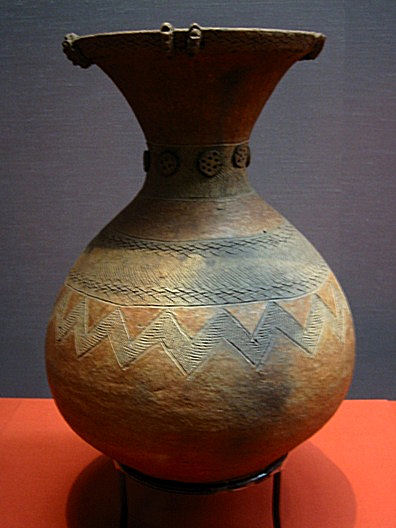
Vaso do período Yayoi.

 A história da cerâmica japonesa é longa e singular. A China é o único país que pode alegar ter uma tradição mais rica neste campo (ver cerâmica chinesa). Os ceramistas japoneses foram bastante influenciados pelos artesãos chineses e coreanos, mas também ofereceram muitas contribuições novas e originais. Muitos deles evitaram a perfeição anônima típica dos ceramistas chineses, procurando substituí-la por uma qualidade de trabalho manual que expressasse a personalidade individual do seu criador.